# Frantz Hvass
 Ikke at forveksle med Frants Hvass.
Frantz Hvass (1. oktober 1824 i Frederikshavn - 12. december 1890 i København) var en dansk personalhistoriker og landøkonom.
Hvass tog 1850 juridisk embedseksamen og ansattes året efter i Justitsministeriet, hvor han avancerede til kontorchef. På grund af svækket helbred måtte han 1864 tage sin afsked, og han flyttede da til Frederiksdal ved Randers. 1877 solgte han gården og købte den lille ejendom "Rolighed" uden for Randers. Foruden nogle småskrifter om forskellige samfundsforhold har Hvass, der sad inde med en meget betydelig personalhistorisk interesse og viden, udgivet et større fortjenstfuldt skrift, Samlinger af Meddelelser om Personer og Familier af Navnet Hvass, hvoraf 1. del udkom 1861, medens 5. og sidste del sluttedes dagen før hans død. 
For landbruget nærede han varm interesse. 1886 valgtes han til formand for Randers Amtshusholdningsselskab, og som sådan satte han stor kraft ind på oprettelsen af kvæg- og hesteavlsforeninger. At denne vigtige foranstaltning til husdyrbrugets fremme hurtig og godt er slået igennem i Danmark, skyldes (foruden forpagter I.M. Friis) i væsentlig grad hans energi og dygtighed. Han udgav flere vejledende pjecer om avlsforeninger, og ved hans død var alene i Randers Amt ikke færre end 76 kvægavls- og 13 hesteavlsforeninger indordnede under Amtshusholdningsselskabet.